# Бабуян (остров)
Бабуя́н (таг. Babuyan) — вулканический остров в проливе Лусон, принадлежащий Филиппинам, один из островов Бабуян. Расположен к северу от острова Камигин и к северо-востоку от острова Калаян. Острова Бабуян отделены от находящегося южнее острова Лусон проливом Бабуян. Наивысшая точка — гора Пангасун (Pangasun) высотой 1064 м над уровнем моря. Административно относится к муниципалитету Калаян провинции Кагаян, входящей в состав региона Долина Кагаян.
На острове находятся множественные четвертичные вулканические центры. В центре острова находится действующий стратовулкан Бабуян-Кларо (гора Пангасун) с двумя вершинными кратерами диаметром 400 и 300 м, высотой 1064 м и 963 м. В 1,5 км к востоку от горы Пангасун находится более старый вулкан высотой 726 м. В 4 км к северо-западу от горы Пангасун находится действующий вулкан Смит (Бабуян) высотой 688 м. Вулкан Смит (Бабуян) — самый молодой из 5 плейстоценовых-голоценовых вулканических центров на острове. Последние извержения вулкана Смит зафиксированы в 1907—1924 годах. Горячий источник расположен у южного подножия Бабуян-Кларо.